# Грудна аорта
Грудна аорта или грудни део аорте је горњи, натпречажни (супрадијафрагмални) део нисходне аорте. Доњи део нисходне аорте, који се налази испод дијафрагме зове се трбушна (абдоминална аорта).

## Пут и односи
Грудна аорта се наставља на аортни лук у висини 4. грудног пршљена са леве стране. Грудни део аорте силази надоле, напред и нешто удесно, тако да се у свом току постепено приближава средњој равни кичмених пршљенова. Завршетак се налази у висини 12. грудног пршљена, где пролази кроз аортни отвор дијафрагме (лат. hiatus aorticus) и прелази у трбушну аорту.
Испред грудне аорте се у горњем делу налази лева плућна артерија, лева основна душница (бронх) и лимфни чворови медијастинума (средњег дела грудног коша). Грудни део аорте додирује са задње стране срчану марамицу (перикард), једњак и десни живац вагус.
Иза грудне аорте налази се вена азигос и хемиазигос, као и међуребарне вене.
Са десне стране пролази грудни лимфни канал (лат. ductus thoracicus), који таође пролази са аортом кроз аортни пречажни отвор. У горњем делу се једњак налази десно од грудне аорте, а затим је укршта са предње стране. 
Леву страну грудне аорте додирује плућна марамица и лево плућно крило, на коме остаје отисак аорте.

## Бочне гране
Из грудне аорте издвајају се ситније и бројне бочне гране, оне су претежно намењене за исхрану органа грудног коша.
- Душничке артерије (гране) (лат. rami bronchiales), које су највеће гране грудне аорте.
- Гране за једњак (лат. rami esophageales), има их 6-10. Намењене су за исхрану средњег дела једњака.
- Гране за срчану кесу (перикард) (лат. rami pericardiaci)
- Гране за медијастинум (средогруђе) (лат. rami mediastinales)
- Задње међуребарне артерије (лат. aa. intercostales posteriores), граде анастомозе (спојеве) са предњим међуребарним артеријама.
- Подребарна артерија
- Горња пречажна артерија

## Обољења
- Коарктација аорте
- Анеуризма
- Дисекција аорте